# Sphecodes kristenseni
Sphecodes kristenseni là một loài Hymenoptera trong họ Halictidae. Loài này được Meyer mô tả khoa học năm 1919.